# Vệ tinh giả thuyết của Sao Thủy
Sao Thủy là hành tinh gần Mặt Trời nhất và không có bất kỳ vệ tinh tự nhiên nào. Một vệ tinh chưa được khám phá quay quanh hành tinh này đã được giả thuyết tồn tại vào đầu những năm 1970, nhưng hóa ra đó là dữ liệu bị hiểu sai từ 31 Crateris. Việc quan sát vệ tinh của Sao Thủy từ Trái Đất sẽ khó khăn vì Sao Thủy tương đối gần Mặt Trời. Ví dụ, Sao Thủy không được quan sát trong phổ hồng ngoại cho đến năm 1995. Tàu vũ trụ MESSENGER của NASA, quay quanh Sao Thủy từ năm 2011 đến 2015, đã không phát hiện bất kỳ vệ tinh nào.

## Sứ mệnh của Mariner 10
Trong một thời gian ngắn, một vệ tinh của Sao Thủy được cho là tồn tại. Vào ngày 27 tháng 3 năm 1974, hai ngày trước khi Mariner 10 bay lên Sao Thủy, các thiết bị bắt đầu ghi nhận một lượng lớn bức xạ cực tím ở vùng lân cận Sao Thủy, mà theo một nhà thiên văn học là "không có quyền ở đó". Đến ngày hôm sau, bức xạ đã biến mất, nhưng nó xuất hiện trở lại ba ngày sau đó, dường như bắt nguồn từ một vật thể đã tách ra khỏi Sao Thủy. Một số nhà thiên văn học suy đoán rằng họ đã phát hiện ra một ngôi sao, nhưng những người khác lập luận rằng vật thể đó phải là một vệ tinh, chỉ ra hai hướng khác nhau mà bức xạ phát ra và tin rằng bức xạ năng lượng cao như vậy không thể đi rất xa qua môi trường liên sao. Các lập luận ủng hộ rằng đó là vệ tinh được củng cố khi tốc độ của vật thể được tính là 4 km/s, phù hợp với tốc độ dự kiến của vệ tinh.

### 31 Crateris

31 Crateris có thể là một hệ sao đôi.

Một "vệ tinh" được phát hiện đang di chuyển khỏi Sao Thủy vào năm 1974, và cuối cùng nó được xác định là sao, 31 Crateris. 31 Crateris là một hệ sao đôi và đây có thể là nguồn gốc của bức xạ cực tím được phát hiện vào năm 1974.
Việc xác định nhầm "vệ tinh của Sao Thủy" vào năm 1974 đã giúp khám phá ra một điều quan trọng trong thiên văn học: bức xạ cực tím đã được tìm thấy, và nó không bị hấp thụ hoàn toàn bởi môi trường liên sao như nhầm tưởng trước đây.

## Sứ mệnh củaMESSENGER
Trong một trò đùa ngày Cá tháng Tư năm 2012, NASA đã thông báo rằng tàu vũ trụ MESSENGER được cho là đã phát hiện ra một vệ tinh trên quỹ đạo quanh Sao Thủy, mà họ đặt tên là Caduceus, liên quan đến caduceus của vị thần La Mã Mercury. Tàu vũ trụ MESSENGER đã tìm kiếm các vệ tinh của Sao Thủy vào năm 2011 và 2013, và xác nhận rằng Sao Thủy không có vệ tinh nào.